# Marcianise
Marcianise és un municipi italià, situat a la regió de Campània i a la província de Caserta. L'any 2004 tenia 43.139 habitants.